# Utqiaġvik
Utqiaġvik (w latach 1901–2016: Barrow) – najdalej na północ wysunięte miasto USA, położone na północnym wybrzeżu Alaski, będące stolicą okręgu North Slope.

## Geografia i klimat

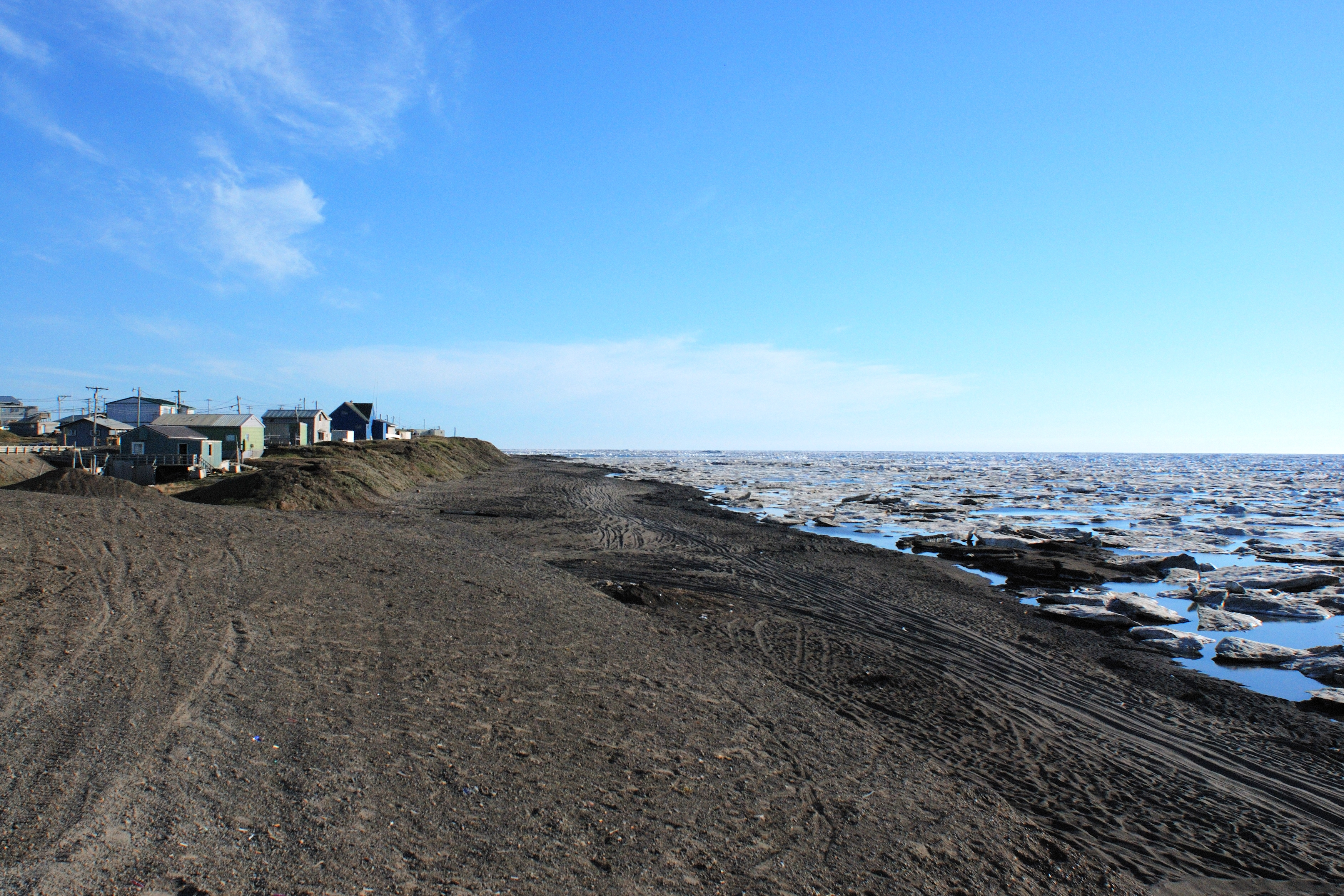
Wybrzeże w mieście

Miasto umiejscowione jest 15 km od przylądka Point Barrow, czyli najbardziej na północ wysuniętego punktu Alaski i całych Stanów Zjednoczonych. Utqiaġvik położone jest na północ od północnego koła podbiegunowego nad Morzem Beringa, które jest przez większą część roku zamarznięte. Od kontynentu oddzielone jest Górami Brooksa, co powoduje, iż klimat w Utqiaġvik jest ekstremalnie zimny i suchy. Zimami, które trwają kilka miesięcy, temperatura spada drastycznie poniżej zera, a mocny, północny wiatr wzmaga dodatkowo poczucie zimna. Lata są chłodne i suche.
- Najcieplejszy miesiąc to lipiec
- Najchłodniejszy miesiąc to luty
- Miesiąc z największymi opadami to sierpień
- Najniższa zanotowana temperatura to −52 °C
- Najwyższa zanotowana temperatura to +28 °C

## Demografia
W 2004 roku populacja miasta wynosiła 4680 mieszkańców:
- Struktura etniczna:
  - 57% rdzennych mieszkańców Alaski
  - 22% białych mieszkańców (głównie Amerykanie i Europejczycy)
  - 9% Azjaci
  - 3% Latynosi
  - 1% czarnoskórzy Afroamerykanie
  - 8% pozostali
- Struktura wiekowa:
  - poniżej 18 roku życia: 28%
  - między 18 a 24 rokiem życia: 13%
  - między 24 a 44 rokiem życia: 32%
  - między 44 a 64 rokiem życia: 19%
  - powyżej 64 roku życia: 3%
- Średnia wieku to 27 lat

## Historia
- Nazwa miasta pochodzi od osady będącej jej poprzednikiem i w języku inupiak oznacza Miejsce, w którym zbiera się dzikie korzenie. Od tego samego słowa pochodzi określenie ziemniaka w tym języku: utqiq[2].
- Miasto wzięło swoją poprzednią nazwę od przylądka Point Barrow, do którego po raz pierwszy dotarł brytyjski oficer Sir John Barrow w 1825 roku.
- W 1888 roku utworzono tu kościół i wspólnotę prezbiteriańską, a 13 lat później (1901) otwarta została poczta.
- W 1931 roku w pobliżu miasta został porzucony statek SS Baychimo, który przez następne kilkadziesiąt lat dryfował bez załogi.
- Barrow stało się miejscem akcji komiksów 30 dni nocy i filmu pod tym samym tytułem.
- Barrow posiada stację radiową AM/FW.
- W 1986 roku otwarto najdalej na północ wysunięty college Ilisagvik College.
- W grudniu 2016 roku decyzją większości mieszkańców powrócono do dawnej nazwy Utqiaġvik[2].

## Współpraca
- Ushuaia, Argentyna